# Plochionus
Plochionus is een geslacht van kevers uit de familie van de loopkevers (Carabidae). De wetenschappelijke naam van het geslacht is voor het eerst geldig gepubliceerd in 1821 door Latreille & Dejean.

## Soorten
Het geslacht Plochionus omvat de volgende soorten:
- Plochionus amandus Newman, 1840
- Plochionus bicolor Notman, 1919
- Plochionus circumseptus Bates, 1883
- Plochionus discoideus Leconte, 1880
- Plochionus faviger Chaudoir, 1872
- Plochionus formosus Bates, 1883
- Plochionus gounellei Maindron, 1906
- Plochionus incultus Bates, 1883
- Plochionus monogrammus Chaudoir, 1877
- Plochionus niger Fauvel, 1903
- Plochionus pallens (Fabricius, 1775)
- Plochionus pictipennis (Reiche, 1842)
- Plochionus pictus Chaudoir, 1872
- Plochionus quadripustulatus (Dejean, 1825)
- Plochionus rufocruciatus Maindron, 1906
- Plochionus timidus Haldeman, 1843
- Plochionus vittula Csiki, 1932